# Bertil Voss
Bertil Gustaf Philip Voss, född 25 september 1927 i Hedvig Eleonora församling, Stockholm, död 26 februari 2009 i Engelbrekts församling, Stockholm, var en svensk jurist.
Bertil Voss blev jur.kand. vid Stockholms högskola 1951, gjorde tingstjänstgöring 1951–1954 och utnämndes till fiskal i Svea hovrätt 1955. Han var byråchef vid Statens hyresråd 1959–1963, utnämndes till assessor 1964 samt var ledamot och vice ordförande för Statens hyresråd 1965–1972. Bertil Voss var sakkunnig i Kommunikationsdepartementet 1964–1967, kansliråd 1967–1971 och departementsråd 1971–1980. Han blev hovrättsråd i Svea hovrätt 1974 och var regeringsråd (domare i Regeringsrätten) 1980–1994. Han var därefter under en period ledamot av Lagrådet.
Han är far till Jon Voss.